# Néa Báfra
Néa Báfra (Nea Mpafra) är en ort i Grekland.   Den ligger i prefekturen Nomós Serrón och regionen Mellersta Makedonien, i den nordöstra delen av landet, 300 km norr om huvudstaden Aten. Néa Báfra ligger 175 meter över havet och antalet invånare är 716.
Terrängen runt Néa Báfra är varierad.Runt Néa Báfra är det ganska glesbefolkat, med 34 invånare per kvadratkilometer. Närmaste större samhälle är Nikísiani, 11,3 km öster om Néa Báfra. Trakten runt Néa Báfra består till största delen av jordbruksmark.